# Damaturu
Damaturu é uma cidade da Nigéria, capital do estado de Iobe. Sua população em 2013 foi estimada em 47 322 indivíduos.